# Gymnocalycium kieslingii
Gymnocalycium kieslingii är en kaktusväxtart som beskrevs av O. Ferrari. Gymnocalycium kieslingii ingår i släktet Gymnocalycium och familjen kaktusväxter. Inga underarter finns listade i Catalogue of Life.